# 中型计算机

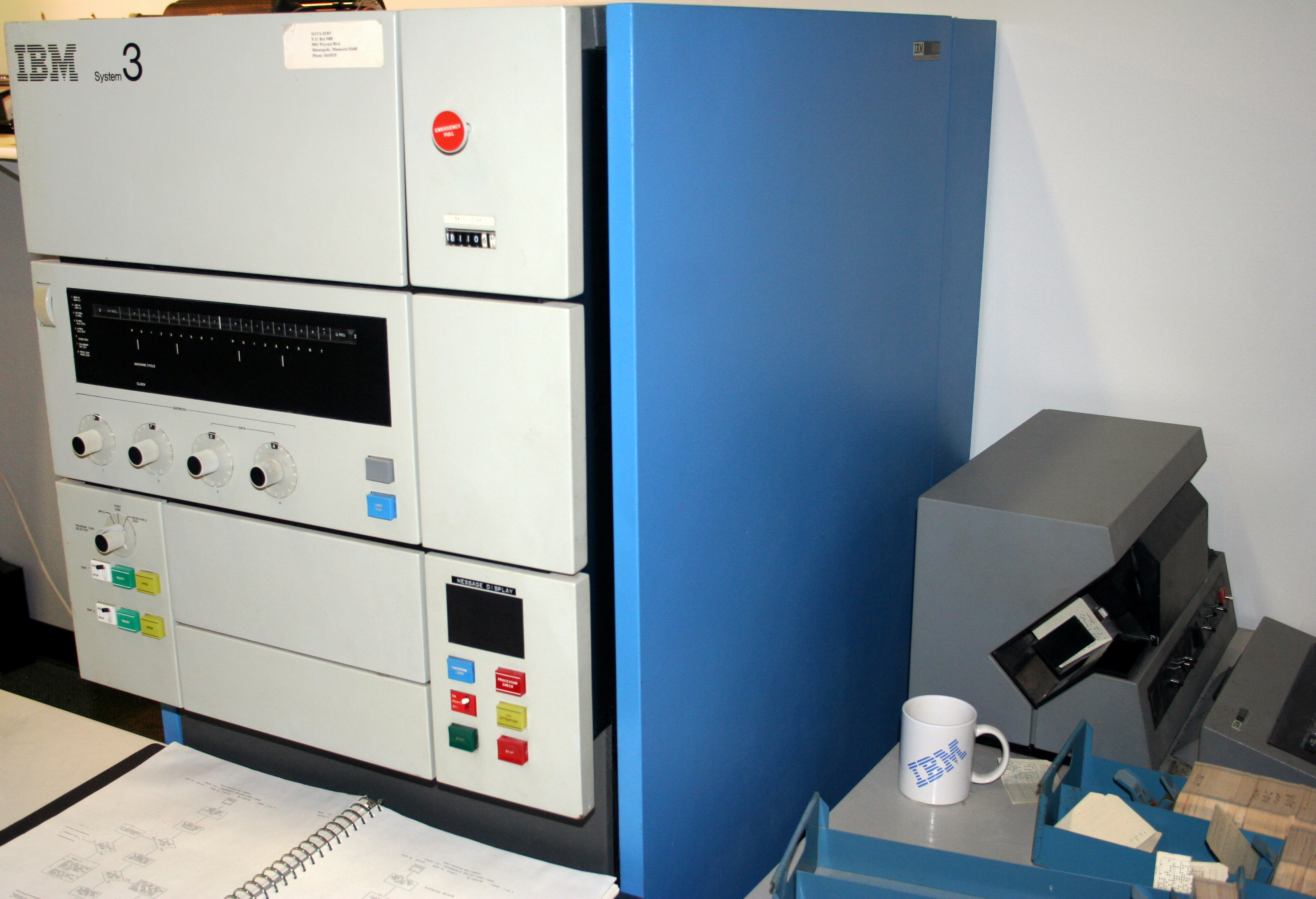
IBM System/3，1969 年出现的中型计算机

中型计算机(Midrange computers)， 或者叫中型系统(midrange systems)，是介于大型计算机和小型计算机之间的一类计算机。
一种叫小型计算机 出现于20世纪60年代，机器在当时通常被称为小型计算机——特别是来自Digital Equipment Corporation(PDP line)，Data General， Hewlett-Packard(HP3000 line 和继任者)， 和 Sun Microsystems (SPARC Enterprise)。这些被广泛应用于科学研究以及商业领域。
IBM更喜欢“中型计算机”这个术语，因为他们的 系统既有可比性，但更面向商业。

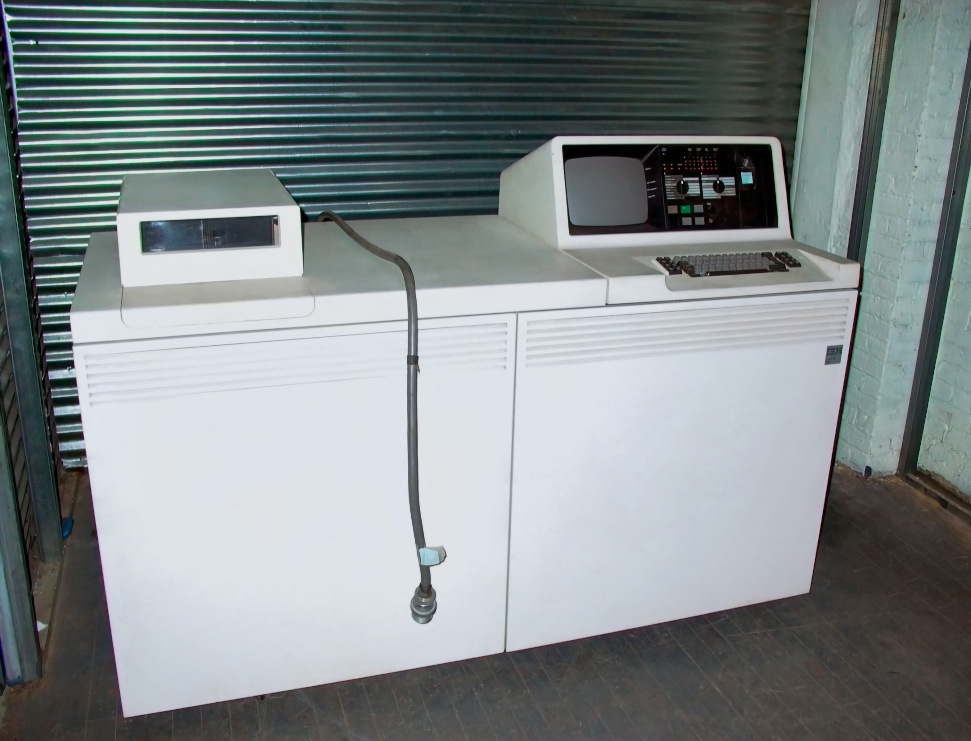
IBM System/38

## IBM的中型计算机包括
虽然系统的编号似乎只是一系列的继承，但它们并非如此。与System/3不同， System/32 不是。
- System/3（英语：System/3）是IBM的第一台中型系统(1969)[4]
- System/32（英语：System/32） (1975推出) [5]是一个16位的单用户系统，也称为IBM 5320。
- System/34（英语：System/34）旨在成为3和32的继承者。
- System/36（英语：System/36） (1983) 有两个16位处理器，操作系统支持多道程序设计。
- System/38（英语：System/38）(1979) 是第一个集成关系型数据库管理系统（英语：relational database management system）(DBMS)的中型计算机。 这个system/38有48位（英语：48-bit）寻址。
- AS/400 于1988年以该名称引入，2000年更名为eServer iSeries，随后于2006年更名为IBM System i。
- IBM System i 随后在2008年4月被IBM Power Systems（英语：IBM Power Systems）取代。

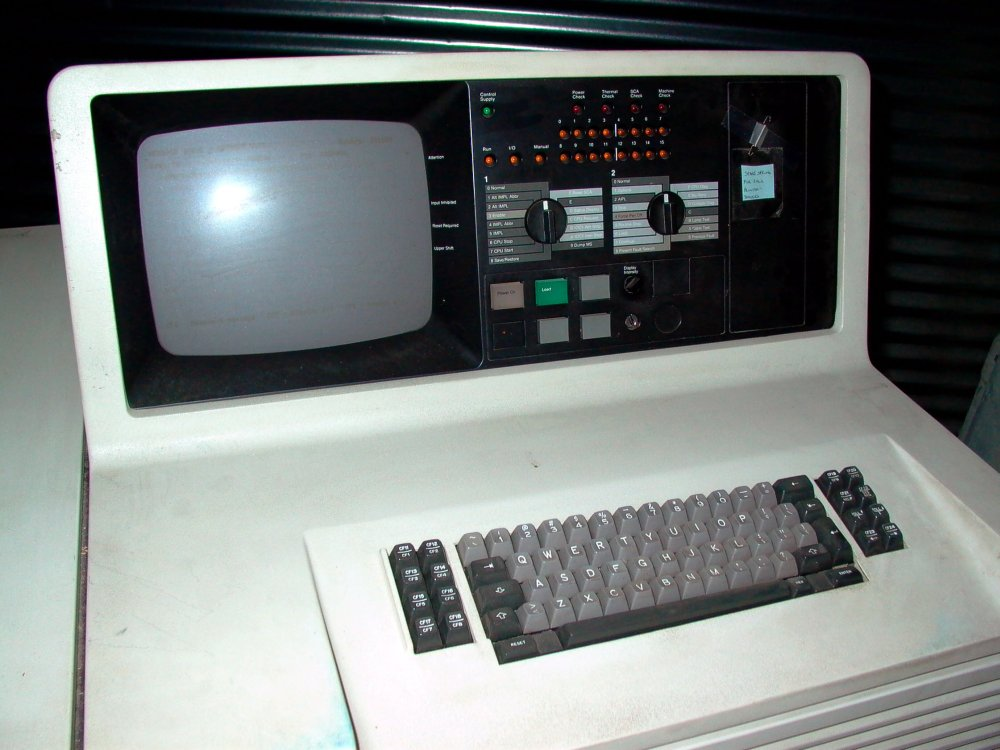
System/38 控制台

## 定位
从上世纪90年代开始，当计算机的客户端-服务器模型（Client/Server架构）成为主流时，这类的计算机通常被称为服务器用以区分它们为终端用户提供“服务”的“客户端”计算机。
中型计算机主要为高端网络服务器和其他类型的服务器，能够处理许多业务应用的大规模处理。 虽然没有大型机那么强大，与大型主机系统相比，它们的价格更低、操作更少和维护成本更低 从而满足了许多组织的计算需求。中型计算机已成为流行的强大网络服务器 ，以帮助管理大型互联网网站，公司内部网和外部网，和其他网络。现在， 中型计算机包括用于工业过程控制和制造工厂的服务器，并在计算机辅助制造(CAM)中发挥重要作用。它们还可以采用强大的计算机辅助设计(CAD)技术工作站以及其他计算和图形密集型应用程序。中型计算机也被用作前端服务器，以协助大型机进行电信处理和网络管理。

## 引用
1. ↑  Estabrooks, Maurice. . Westport, Conn.: Quorum Books. 1995: 53. ISBN 0899309690.
2. ↑  Bell, Gordon. . Engineering and Technology History Wiki. 2015-01-09  [2017-01-28]. （原始内容存档于2017-04-05） （英语）.
3. ↑  . Computer History Archives Project. Netherlands.   [2018-07-01]. （原始内容存档于2019-02-20）.
4. ↑   (PDF).   [2018-07-01]. （原始内容存档 (PDF)于2016-08-12）.
5. ↑  . IBM Corporation.   [2018-07-01]. （原始内容存档于2018-09-07）.
6. ↑  "，现在称为小型或中型服务器。" . Britannica.com.   [2018-07-01]. （原始内容存档于2018-07-09）.
7. ↑  .   [2018-07-01]. （原始内容存档于2018-07-01）.